# Milena Bertolini
Pour les articles homonymes, voir Bertolini.
Milena Bertolini (née à Correggio le 24 juin 1966) est une footballeuse italienne qui joua en défense . Entraîneuse de l'équipe nationale, elle conduit l'Italie à se qualifier pour la Coupe du Monde Féminine de la FIFA 2019 après 20 ans d'absence.

## Joueuse de Football

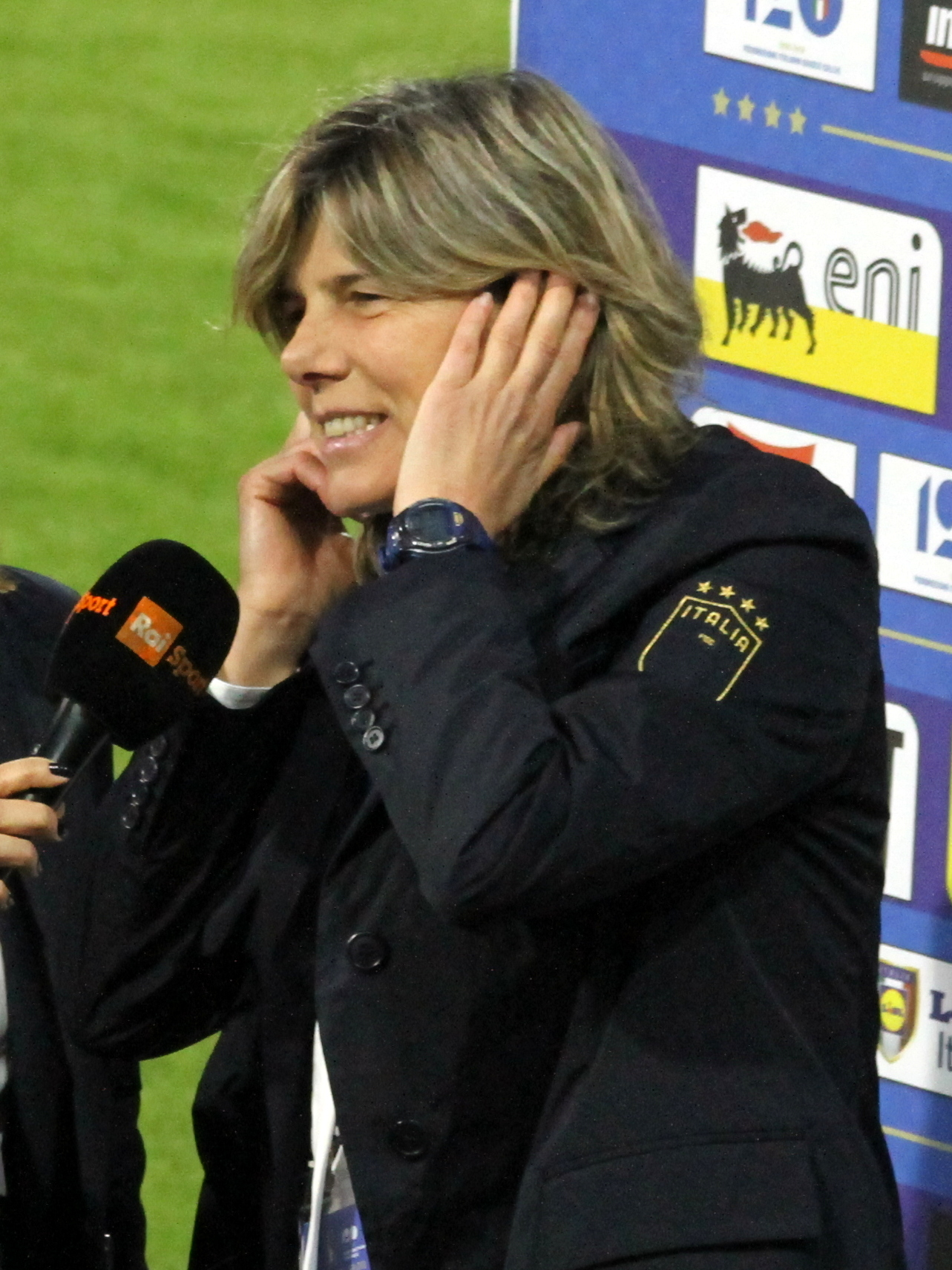
Milena Bertolini pendant le match Belgique-Italie, coupe du monde de Football à Ferrare en 2018

Milena Bertolini commence sa carrière à l'US Correggese, avant de rejoindre la Reggiana en 1984  qui remporte le titre de la série B lors de la saison 1985-1986, ce qui lui vaut sa promotion en Serie A. Après des séjours à Modena, Euromobil et Prato, elle revient à la Reggiana en 1990,  l’équipe remporte le titre de Serie A. Elle joue ensuite  chez Woman Sassari, ASD Bologna, Aircargo Agliana et Fiammamonza . En 1996, elle rejoint Modena Femminile, remportant le titre de la ligue lors de ses deux saisons au club et la Supercoppa Italiana en 1997. En 1998, elle rejoint Pisa SCF, avant de rejoindre Foroni Verona où elle joue jusqu'à sa retraite en 2001. 
En 2018, elle est intronisée au Temple de la renommée du football italien. 

## Entraineuse de Football
Après avoir pris sa retraite de joueuse en 2001, elle devient entraîneuse adjointe au Foroni Verona. C'est avec ce club qu'elle a joué son dernier match sur le terrain. Avec Milena Bertolini, l’équipe remporte en 2001 la Coppa Italia. La saison suivante, elle est promue entraîneuse en chef, remportant les titres de la  Supercoppa Italiana et de Serie A,. En 2004, elle retourne dans son ancien club Reggiana, remportant la Coppa Italia 2009-2010. En 2012, elle rejoint Brescia, où elle remporte deux titres de série A (2013-2014 et 2015-2016), deux titres de Coppa Italia (2014-2015 et 2015-2016) et trois titres de Supercoppa Italiana (2014, 2015 et 2016). Au cours de sa carrière d'entraineuse en Série A, elle remporte le trophée Panchina d'Oro du meilleur entraineur de la saison à six reprises (2008, 2009, 2010, 2014, 2015 et 2016). 
À la fin de la saison 2010-2011, Milena Bertolini obtient une licence professionnelle UEFA, ce qui lui permet d'entraîner une équipe masculine de haut niveau. Elle est la seconde italienne, après Carolina Morace, à obtenir la licence UEFA 
En août 2017, elle nommée entraîneuse en chef de l'équipe nationale féminine d'Italie. En 2019, elle mène l'équipe à la qualification avec une seule défaite à la Coupe du Monde Féminine de la FIFA 2019 en France. Ce tournoi est la troisième participation de l'Italie à la Coupe du monde féminine de football et sa première qualification après vingt ans d'absence. Elle quitte son poste en août 2023.

## Palmarès

### Joueur
Reggiana
- Serie A : 1990–1991
- Coppa Italia : 1988–1989
- Série B: 1985–86 [3]

Modène
- Série A : 1996-1997, 1997-1998
- Supercoppa Italiana : 1997 [3]

Individuel
- Panthéon du football italien, footballeuse: 2018 [4]

### Entraineuse
- Foroni Verona
- Serie A : 2002-03 [6]
- Supercoppa Italiana : 2002 [5]

Reggiana
- Coppa Italia : 2009-10 [7]

Brescia
- Serie A : 2013-2014, 2015-2016 [6]
- Coppa Italia : 2014-2015[12], 2015-2016 [13].
- Supercoppa Italiana : 2014[14], 2015[15], 2016 [16].

Individuel
- Panchina d'oro de la Serie A Femminile : 2007-2008, 2008-2009, 2009-2010, 2013-2014, 2014-2015, 2015-2016 [6]

## Biographie
- (it) Luca Barboni et Gabriele Cecchi, Annuario del calcio femminile 1999–2000, Fornacette, novembre 1999, « Carriera calcistica di Milena Bertolini dal 1991 al 1999 », p. 14
- (it) Luca Barboni et Gabriele Cecchi, Annuario del calcio femminile 2002–2003, juillet 2003